# Edmund Goulding
Edmund Goulding (Feltham, Middlesex, 1891. március 20. – Los Angeles, 1959. december 24.) angol születésű amerikai filmrendező, forgatókönyvíró.
Goulding olyan igényes filmdrámákkal szerzett magának hírnevet, mint a Greta Garbo és Joan Crawford főszereplésével készült Grand Hotel (1932)., a Sötét győzelem (1939). Bette Davisszel vagy a Borotvaélen (1946). Szintén ő rendezte Tyrone Power és Joan Blondell főszereplésével A sarlatán című film noir klasszikust.

## Élete
1891-ben született a middlesexi Felthamban (a város ma London részét képezi). Goulding mielőtt megkezdte volna hollywoodi pályafutását, londoni színházakban lépett fel színészként, de színdarabíróként és rendezőként is dolgozott.
Karrierjét a Metro-Goldwyn-Mayernél kezdte. Első filmjét 1925-ben rendezte Sun Up címmel. Egészen 1928-ig állt az MGM alkalmazásában, majd a későbbiekben több stúdiónál is megfordult. 1946-tól kizárólagosan csak a 20th Century Foxnak készített filmeket. Utolsó munkája a Mardi Gras volt 1958-ban.
Egy Los Angeles-i kórházban hunyt el egy szívműtét során 1959-ben 68 évesen.

## Fontosabb filmjei
- 1952 – Nem voltunk házasok (We’re Not Married!)
- 1950 – Mister 880
- 1947 – A sarlatán (Nightmare Alley)
- 1946 – Borotvaélen (The Razor’s Edge)
- 1946 – Emberi kötelékekről (Of Human Bondage)
- 1943 – Örökre és egy napra (Forever and a Day)
- 1941 – A nagy hazugság (The Great Lie)
- 1939 – Későn jött boldogság (Dark Victory)
- 1938 – A hajnali őrjárat (The Dawn Patrol)
- 1932 – Grand Hotel
- 1927 – Szerelem (Love)
- 1925 – Sally, Irene és Mary (Sally, Irene and Mary)

## További információ
- Edmund Goulding a PORT.hu-n (magyarul)
- Edmund Goulding az Internetes Szinkronadatbázisban (magyarul)
- Edmund Goulding az Internet Movie Database-ben (angolul)
- Edmund Goulding a Rotten Tomatoeson (angolul)

## Fordítás
- Ez a szócikk részben vagy egészben  az   Edmund_Goulding című angol Wikipédia-szócikk fordításán alapul.  Az eredeti cikk szerkesztőit annak laptörténete sorolja fel. Ez a jelzés csupán a megfogalmazás eredetét és a szerzői jogokat jelzi, nem szolgál a cikkben szereplő információk forrásmegjelöléseként.